# 徐丕荣
徐丕荣（1920年1月—1948年11月14日），浙江省玉环县楚门乡筠岗（今楚门镇筠岗村）人，中国共产党人物。

## 生平
早年为泥水、裁缝匠。1946年，入筠岗夜校读书时，受中共地下党影响，8月加入中国共产党。1947年12月，任中共筠岗村支部书记，积极参与地下工作。1948年，为帮助断粮户度过夏荒，部署借粮斗争。10月8日上午，他在山里毛家附近侦察代理玉环县县长毛止熙运枪队，并配合括苍支队第三中队在小筠岗岭头成功缴获枪支弹药。11月，由于国民党进行清乡，徐丕荣奉命进行地下工作。14日，他潜回筠岗村筹粮，被国民党特务跟踪，遭军警包围，在脱身时腰部中弹（方世叶、余三妹也被害）。当夜被送到乐清抢救，终因伤势过重牺牲。1986年10月，经浙江省人民政府批准追认为革命烈士，迁葬于玉环烈士陵园。